# Мёдзин
Мёдзин (яп. 明神礁 Мё:дзин-сё:) — кратер, входящий в вулкан Беёнесу, расположенный приблизительно в 450 километрах к югу от Токио на глубине 50 метров рядом с островами Идзу. Вулканическая активность регистрируется с 1869 года. С тех пор вулкан неоднократно извергался, самое сильное извержение вызвало появление и последующее исчезновение небольшого острова.
Название вулкана происходит от названия рыбацкой лодки, № 11 «Мёдзин-Мару» из города Яидзу префектуры Сидзуока, команда которой первой засвидетельствовала начало мощнейшего извержения 1952 года.

## Ссылки

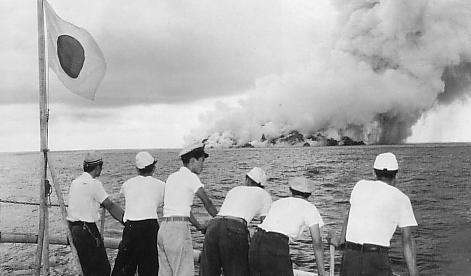
Загадочный риф поднял вулканический шлейф, на который смотрят матросы патрульного судна класса «Чихури» (1952)